# Уэст, Томас Саммерс
Томас Саммерс Уэст (англ. Thomas Summers West, 18 ноября 1927, Питерхед, Шотландия — 9 января 2010, Линкольн, Англия) — английский химик, доктор химических наук, профессор, командор Ордена Британской империи (CBE).

## Ранние годы
Том, единственный ребенок, родился дома на Уоллес-стрит, 4, Питерхед, Шотландия, в 10:30 утра 18 ноября 1927 года. Его отец, другой Томас, был рыбаком. По шотландским традициям, Тому дали второе христианское имя от девичьей фамилии его матери, Саммерс. Том вырос в маленькой, изолированной рыбацкой общине и большую часть своей ранней жизни провёл, помогая отцу ловить омаров, белую рыбу и морского лосося. Любовь к морю он передал своей семье, но, как и многие рыбаки, он никогда не умел плавать.
На его жизнь огромное влияние оказала Вторая мировая война. Том начал собирать альбом из военных газетных статей, начиная с 1942 года, где были вырезки ключевых событий войны, самолёты сторон и пр. В этот период появляются признаки интереса Тома ко всему научному. Он наблюдал за ночным небом. Он также построил и использовал свой собственный пьезоэлектрический радиоприёмник («кошачий ус») для слежения за новостями военного времени Би-би-си и, начиная с 1944 года, подписался на научный журнал под названием «Дискавери», статьи которого освещали все основные отрасли науки, в том числе статьи о «ночном небе».
Томас учился в начальной школе Tarbat Old Primary school в Портмахомак.
В июне 1945 Томас поступил в Абердинский университет, который окончил в 1949 году. Затем он переехал в Бирмингем для проведения исследований в области аналитической химии под руководством профессора Рона Белчера и в 1952 году получил степень доктора философии (PhD).

## Личная жизнь
19 июля 1952 в Абердине Томас женился на Маргарет Офицер Лоусон. У них родилось трое детей — Энн, Рут и Том, которые, в свою очередь, подарили им четырёх внуков — Александра, Кэтрин, Марианну и Сару.

## Научная деятельность

### Бирмингем
В Бирмингеме Томас работал над приложениями окислительно-восстановительных реакций в титриметрическом анализе. Большинство его исследований включало нитрат ртути(I) в качестве восстановительного реагента, который, например, может быть использован для восстановления железа (III) до железа (II) с тиоцианатом в качестве индикатора, образующего тёмно-красный комплекс с железом (III). Систематические исследования интерференции показали, что медь и таллий должны были отсутствовать и молибден образовали цвет с тиоцианатом, что было проблемой. Полезным побочным эффектом, однако, была его более поздняя статья о гравиметрическом определении меди с тиоцианатом.
Были также исследования по определению содержания меди и ртути (I), и о сравнении нитрата ртути (I) и перхлората ртути (I) в качестве реагентов. Общие исследования семи других окислителей показало, что титрование дихромата калия было выгодно, поскольку это потенциально полезный первичный стандарт. Также Том изучил использование марганца (III), стабилизированного пирофосфатом, в качестве окислительного реагента, используемого с барием дифениламинсульфонатом для титрования железа (II) в до пяти молярной соляной кислоте.
После получения докторской степени Томас получил грант департамента научных и промышленных исследований в области аналитической химии в Бирмингемском университете. По гранту Том выполнял исследования по поиску нового реагента для определения содержания воды в органических растворителях, по применению этилендиаминтетрауксусной кислоты (ЭДТА) для косвенного определения сульфата, по эффектам ЭДТА на окислительно-восстановительных системах железа (III)/железа (II) и меди (II)/меди (I), по определению меди потенциометрическим титрованием ЭДТА и использованием урана (IV) в качестве восстановительного титранта.
С 1955 по 1963 года Уэст занимается изучением существующих методов в аналитической химии, изучением их возможностей и аналитических характеристик. В это же время Томас занимался методами количественного определения общего количества азота в неорганических соединениях и азота в различных органически связанных формах, углероде, сере, галогенах и нескольких типах функциональных групп. Также Том изучал применения и характеристику ЭДТА и его свойства комплексообразования, в качестве методов исследования использовал полярографию и электрофорез.
Особое внимание Том уделял качеству преподавания аналитической химии в университетах, по его мнению в университетах очень мало уделяли ей внимания.

### Лондон
В 1964 году Уэст перешёл в Имперский колледж Лондона, где занимался изучением метода атомно-абсорбционной спектроскопии, в частности, рассматривал возможность преобразования образцов в свободные атомы с помощью электрически нагретого графитового стержня, обшитого инертным газом (для предотвращения сгорания штанги и обеспечить атмосферу, в которой облако атомов будет существовать в течение достаточного периода времени). Под руководством Томаса Саммерса его группа проделала большую отличную работу по изучению пламени закиси азота-ацетилена, особенно с Гордоном Киркбрайтом и соучредителями. Произведена высокая температура, получены некоторые пределы обнаружения для многоэлементной спектрометрии излучения пламени получено, фоновый спектр излучения пламени может быть предельным. Большая часть этого излучения была связанна с внешним диффузионным пламенем, в которое втягивался воздух. Группа показала, что это может быть значительно уменьшено путем обшивки самой горячей межканальной зоны пламени с помощью инертного газа, такого как азот или аргон. Такое раздельное пламя оказалось бесценным в обоих случаях атомно-эмиссионной и атомно-абсорбционной спектрометрии. Параллельно использовалась индуктивно связанная плазма (ИСП) в качестве источника возбуждения для атомно-эмиссионной спектрометрии (АЭС). Это не было основной частью работы команды, хотя, отчасти потому, что Том переключился на атомную флуоресцентную спектрометрию (АФС), и он увидел, что работа команды по АФС потенциально имеет больше преимуществ, чем работа по ИСП-АЭС.
В 1967 году Томас Саммерс получил звание профессора аналитической химии.

### Абердин
В 1975 году Томаса назначили директором Института Маколея в Абердине, где сохранил свой интерес к атомной спектроскопии, и особенно к изучению захвата атомов для предварительного концентрирования легко распыляемых элементов. Однако, он сосредоточился на определении микроэлементов в почвах и растениях, как с точки зрения дефицита микроэлементов, так и с точки зрения перспектив загрязнения окружающей среды, пагубное воздействие кислотного дождя на почву / растения / водные системы. Другие научные интересы включали дистанционное зондирование / спутниковые снимки для обнаружения сельскохозяйственных культур, проблемы дефицита и применения лазеров и мультиспектральных сканеров; использование пьезоэлектрического эффекта для зондирования микроэлементов, таких как NH3 или SO2 в атмосфере и взаимодействие тяжелых металлов с почвами, его также интересовали взаимодействия между микроэлементами в почвах и растениях и последствия их взаимодействия для здоровья человека.

## Годы на пенсии
В 1987 году Томас Уэст ушёл в отставку с должности директора Института Маколея, но и на пенсии продолжал контактировать со своей работой. Он стал почётным профессором химии Абердинского университета и остался на посту генерального секретаря IUPAC до 1991 года, занимая этот пост в течение восьми лет.
В первые годы своей отставки он работал в нескольких королевских комиссиях, включая одну, расследуя синдром внезапной детской смерти, и был председателем Научного комитета сэра Джона Мэя по расследованию взрывов, совершённых Ирландской республиканской армией в Вулвиче и Гилдфорде с 1991 по 1993 год. Он также занимал пост председателя I и III группы в Комитете по международным отношениям Королевского общества в 1990-е годы.
Вне этой работы Том посвящал свое время саду и исследованию истории семьи, два вида деятельности, которые он тесно делил со своей супругой Маргарет. Он привнес свой методический исследовательский подход в изучение истории своей семьи и оставил своим поколениям удивительно подробную работу, которая полна личными историями. Он также продолжал интересоваться фотографией, отсортировал и каталогизировал фото, кинофильмы и видеоархив, которые являются частью истории семьи, и обеспечил богатое представление о его жизни и жизни его семьи.
После выхода на пенсию Том никогда не был забыт сообществом аналитической химии, для которого он так много сделал. В ноябре 1992 года был издан специальный выпуск журнала «Таланта», посвященный его шестьдесят пятому дню рождения. Он назывался просто и неофициально, как хотелось бы Томасу, «Том С. Уэст Особый выпуск чести» (Беттеридж & Уильямс 1992), написанный его бывшими учениками — Мо Уильямсом и Джеком Беттериджем. Они собрали вместе серию коротких статей, написанные специально для этого выпуска журнала бывшими студентами и коллегами из университета Бирмингема, Имперского колледжа Лондона и Института Маколея в Абердине. Выпуск чести также включает в себя искреннюю и теплую дань уважения от профессора Джима Вайнфорднера из Университета Флориды, главного конкурента Тома в изучении атомно-флуоресцентного анализа в Имперском колледже Лондона, и список из 410 публикаций Тома. Бывшие студенты Тома помнили его, как сердечного и заботливого человека, который всегда делал все возможное, чтобы помочь им, если они испытали какие-либо проблемы. Темы в статьях для почетного выпуска Talanta действительно подчеркивают длительное влияние Тома, его идей и педагогических навыков на следующие два поколения исследователей в области аналитической химии.

## Смерть
9 января 2010 года Томас Саммерс Уэст умер в больнице округа Линкольн в возрасте 82 лет, его жена Маргарет умерла на следующий день. 26 января Абердинская газета «Пресса и журнал» напечатала фотографию Тома и Маргарет рядом с грустным заголовком «Пожилая пара умирает в течение 24 часов друг от друга».

## Публикации
С 1952 по 1955 года Томас опубликовал две статьи в ежегодных докладах химического общества, где рассматривал положение аналитической химии с особым упором на инструментальный анализ и на методы разделения веществ.
С 1955 по 1963 года было опубликовано около 60 статей, в основном в соавторстве, в том числе с руководителем группы — Роном Белчером. Также в этот период опубликована серия из 12 статей под названием «Субмикрометоды органического анализа» в журнале Journal of the Chemical Society.
В 1958 год публикуется широко известная книга Томаса Саммерса «Аналитические применение диаминоэтантетрауксусной кислоты».
В 1962 году Том опубликовал три статьи с Роем Дагноллом в качестве соавтора, основанные на определении серебра методом спектрофотометрии в неводной среде и полярографии.
В годы Имперского колледжа Лондона Том со своей группой опубликовал серию статей об использовании безэлектродной разрядной лампы для легко улетучивающихся соединений, таких как селен, теллур, мышьяк и ртуть и их применение для атомно-флуоресцентного анализа.
С 1975 по 1987 года Томас, пребывая на посту директора института, является автором и соавтором более 60 публикаций.
Всего насчитывается 410 публикаций Томаса Саммерса, последняя из них «Изучение некоторых научных вопросов по делу Магуайрской семерке, расследование Гилфорд и Вулвич, Лондон» 1992 год.

## Член комиссии
С 1956 по 1972 год (в 1969—1971 годах был президентом) являлся членом совета Общества аналитической химии, где за время его председательства было создано несколько комитетов и тематических групп.
С 1972 по 1975 год был в качестве председателя Совета по внешним связям в Королевском химическом обществе.
С 1979 года Том стал членом Эдинбургского королевского общества.
Томас являлся членом Международного союза теоретической и прикладной химии (IUPAC).
С 1983 года Томас являлся членом Королевского общества программы окисления поверхностных вод (SWAP).
8 июня 1989 года Тома стал членом членом Королевского общества (FRC).

## Награды
1956 — премия и медаль Мелдолы от Королевского института химии
1976 — золотая медаль за аналитическую спектроскопию от Королевского химического общества
1977 — медаль Перкина-Элмера за вклад в развитие оборудования в аналитической химии от Королевского химического общества, международная медаль от Чехословацкого химического общества, медаль Йоханесса Маркуса за развитие спектроскопии от Спектроскопического общества Богемии
31 декабря 1987 — командор Ордена Британской империи (CBE)